# Bazga (okręg Bacău)
Bazga – wieś w Rumunii, w okręgu Bacău, w gminie Horgești. W 2011 roku liczyła 733 mieszkańców.